# 米利斯·阿迪森
米路士·艾迪遜（英語：Miles Addison，1989年1月7日—）是一名英格蘭足球運動員，出身打比郡青訓系統，場上司職中堅或防守中場，現時效力英冠球會般尼茅夫。

## 生平

### 球會
艾迪遜雖然在倫敦出生，早於3歲之齡已移居诺丁汉，他在當地被打比郡發掘。
2006年4月17日艾迪遜獲時任看守領隊的特里·韦斯特利（Terry Westley）派遣於2005/06年球季末1-1賽和侯城的英冠聯賽首次上陣，韦斯特利之前在球會主管青年隊及預備隊，艾迪遜在陣中與另一名足球學院畢業生（Lewin Nyatanga）鎮守防線中路。他在五天後作客0-2負於葉士域治繼續獲派上陣。
新球季比利·戴维斯（Billy Davies）獲聘執教打比郡，艾迪遜被打落冷宮，沒有為一隊上陣的機會。直到其繼任人保罗·杰维尔（Paul Jewell）上場，才在2007/08年英超球季倒數第二場作客對布力般流浪再次獲派上陣，同樣擔任中堅。
2008年9月2日艾迪遜與打比郡簽署三年半新約，留隊直至2011年。11月15日於主場3-0擊敗錫周三一仗，艾迪遜射入其職業生涯首個入球。2009年2月18日艾迪遜在主場4-1擊敗黑池上半場被調離場，賽後證實腳部壓力性骨折，提早結束球季。雖然缺席球季後半部賽事，艾迪遜的表現仍然使他獲取2008/09年球季打比郡年度最佳青年球員的「萨米·克鲁克斯獎」（Sammy Crooks Trophy）。
2009/10年球季艾迪遜開季表現出色，分別在對彼德堡及普利茅夫取得入球，但接連的足患使他在2009年10月至2010年2月之間僅獲得5次正選上陣，最終需要遠赴美國接受專門手術根治傷患。手術雖然成功，但艾迪遜需缺陣餘下球季仍至整個2010/11年球季。艾迪遜復原進度理想，於2010年11月6日於缺席賽事10個月後，在主場2-0擊敗樸茨茅夫於賽事末段81分鐘後補登場。
2011年6月21日艾迪遜與打比郡續約至2013年夏季，並於6月24日獲外借到另一支英冠球隊班士利，為期6個月，期間上陣13場。返回母會後艾迪遜仍然沒有躋身一隊，於2012年2月21日再被外借到英甲球會般尼茅夫直到球季結束。

### 國家隊
2009年8月27日艾迪遜獲徵召加入英格蘭U21備戰對馬其頓及希臘兩場2011年歐洲U-21足球錦標賽外圍賽，他在9月8日對希臘後補上陣取得首頂國際賽喼帽。

## 榮譽
打比郡
- 萨米·克鲁克斯獎年度最佳青年球員獎：2008/09年；

## 外部連結
- 足球数据库：米路士·艾迪遜的球员统计数据